# Jürgen Eckert
Jürgen Eckert  (* 5. August 1962 in Bayreuth) ist ein deutscher Ingenieur und Werkstoffwissenschaftler.

## Leben
Eckert ging in Pegnitz auf das Gymnasium, das er 1981 mit dem Abitur beendete. Er studierte anschließend Werkstoffwissenschaften an der Friedrich-Alexander-Universität Erlangen-Nürnberg und schloss das Studium 1985 mit einer Diplomarbeit zum Kriechverhalten von Stahlsorten ab. Er promovierte sich 1990 mit einer Arbeit zum Thema Untersuchungen zur Bildung amorpher und quasikristalliner Legierungsphasen durch Interdiffusion, wobei er die Dissertation als freier Mitarbeiter am Forschungslabor der Siemens AG in Erlangen anfertigte. Er wurde 2001 an der TU Dresden mit einer Arbeit zu Metastabile Phasen in mehrkomponentigen Systemen habilitiert.
Von 1990 bis 1992 war Eckert Gastwissenschaftler am Caltech, 1992/93 wissenschaftlicher Mitarbeiter bei der SGL Carbon/Ringsdorff Werke GmbH und ab 1993 Mitarbeiter am Institut für Werkstoffwissenschaft (IFW) in Dresden. Ab 1997 lehrte Eckert zudem am Institut für Werkstoffwissenschaft der TU Dresden. Von 2002 bis 2005 war er als Assistenz-Professor an der Michigan Technological University tätig. Im Jahr 2003 wurde er Professor für Physikalische Metallkunde an der TU Darmstadt und war ab 2006 Direktor des Instituts für komplexe Materialien am IFW Dresden sowie Professor für Werkstoffsynthese und Analytik an der TU Dresden. Er ist seit 2015 Professor an der Montanuniversität Leoben und Direktor des Erich Schmid Instituts der ÖAW in Leoben.

## Forschung
Eckert forscht über neuartige metastabile metallische Werkstoffe. Sie sind teilweise amorph (metallische Gläser), quasikristallin oder nanokristallin und werden zum Beispiel durch rasches Abkühlen erzeugt. Sie haben teilweise interessante Eigenschaften wie hohe Festigkeit bei großer elastischer Dehnung, magnetische Isotropie und Korrosionsbeständigkeit und werden unter anderem in der Luftfahrt- und Autoindustrie, Medizintechnik, im Maschinenbau und der Mikrosystemtechnik eingesetzt. Eckert analysiert ihre Entstehungsprozesse und entwickelt dann funktionsoptimierte neue Materialien und Methoden ihrer Erzeugung. Dabei ändert er die Kombination der gewünschten Eigenschaften durch Variation der Legierung und minimiert beispielsweise das Bruchrisiko durch die Verwendung heterogener Materialien mit hierarchischer Mikrostruktur.
Im Jahr 1997 erhielt er den Georg-Sachs-Preis, 2002 den Forschungspreis des IFW Dresden und 2009 den Gottfried-Wilhelm-Leibniz-Preis. Im Jahr 2012 erhielt er die Ehrendoktorwürde der Slowakischen Technischen Universität Bratislava. Eckert ist seit 2017 korrespondierendes Mitglied der Österreichischen Akademie der Wissenschaften und seit 2020 der Sächsischen Akademie der Wissenschaften.
Er hält zahlreiche Patente.